# 청춘 영화
청춘 영화(靑春映畵)는 젊은이 특유의 꿈과 좌절, 우정과 첫사랑, 모험과 여행을 그린 영화 장르이다.
베스트 셀러가 된 문학 작품을 영화화한 것도 많다. 이 장르는 종종 한 작품으로 무비 스타를 만들어왔다. 스포츠, 비련, 동료와의 우정, 시련과 그 극복 등으로 된 주제가 많다. 단, 각각의 작품은 그 무대가 된 시대의 사회 계급 간의 갈등, 가족과 종교, 민족 집단들 사이의 경쟁 등을 배경으로 젊은이들의 연애의 비극을 그리거나 하는 경우가 많다.

## 같이 보기
- 영화 장르
- 틴 팝